# Hi!Superb
Hi!Superb（ハイシュパーブ）は、LOVE&ART（MAGES.）発の4人組（2019年12月までは5人組）「新感覚アイドルユニット」。

## 概要
LEO（actor:三谷怜央）・RYO（actor：滝澤諒）・OMI（actor：大海将一郎）・MAGURA（actor：助川真蔵）による4人組ユニット。俳優等で活躍するActorをベースにキャラクターが描かれ、そのパフォーマンスは「キャラクターとActorのシンクロ率100%」。キャラクターデザインには片桐いくみを起用している。ユニット名の「Hi!Superb」には「High」＝高い、「Superb」＝素晴らしい・最高の、という意味から「これ以上ないくらいの最高を目指す」という思いが込められている。
2018年3月17日（土）に東京ドームシティホールで開催された『LOVE&ART FAMILY MTG2018』フリーライブにて初お披露目が行われ、同年5月30日に『Turn Into Love』でCDデビューを果たした。
2019年12月をもってSION（actor：吉高志音）が卒業した。
2024年3月31日をもって活動終了。

## メンバー
- LEO - actor：三谷怜央
  - 頭脳明晰浪速のポジティブリーダー
  - 大阪出身／6月16日生まれ／O型
  - メンバーカラー：レッド

- RYO - actor：滝澤諒
  - 天然無邪気ベビーワンコ
  - 神奈川出身／2月14日生まれ／O型
  - メンバーカラー：イエロー

- OMI - actor：大海将一郎
  - 知的真面目な生粋変人
  - 東京出身／10月5日生まれ／O型
  - メンバーカラー：ブルー

- MAGURA - actor：助川真蔵
  - 甘え上手、世渡り上手な黄金マンネ
  - 東京出身／1月14日生まれ／B型
  - メンバーカラー：ピンク

### 元メンバー
- SION - actor：吉高志音
  - ミステリアスセクシートリリンガル
  - 東京出身／7月2日生まれ／B型
  - メンバーカラー：グリーン
  - 2019年12月をもって卒業

## ディスコグラフィ

### デジタルシングル
|     | 発売日        | タイトル                |
| --- | ------------- | ----------------------- |
| 1st | 2021年9月12日 | My Venus!!              |
| 2nd | 2021年12月4日 | Breaking Order          |
| 3rd | 2023年2月14日 | Just believe in love    |
|     | 2023年2月14日 | Don’t you fall in love? |

### DVD/Blu-ray
- LIVE Blu-ray & DVD「Hi!Superb 1st Anniversary Live -Brand New Hi!-」（2019年11月20日発売）[18][19]

### タイアップ
| 曲名                 | タイアップ                                            | 収録作品                                                     |
| -------------------- | ----------------------------------------------------- | ------------------------------------------------------------ |
| Happy Life Spectacle | TVアニメ「人外さんの嫁」（TOKYO MXほか）主題歌        | 3rdシングル「Happy Life Spectacle」（2018年11月14日発売）    |
| Brave Rejection      | TVアニメ「BAKUMATSUクライシス」（TBSテレビ）OPテーマ  | 4thシングル「Brave Rejection」（2019年4月17日発売）          |
| Only One             | PS Vita ゲーム「喧嘩番長 乙女 2nd Rumble !!」EDテーマ | 4thシングル「Brave Rejection」（2019年4月17日発売）          |
| また会えたね         | Nintendo Switch™『幻想マネージュ』エンディング主題歌  | 5thシングル「By your side, By my side」（2020年9月25日発売） |
| My Venus!!           | VART-声優達の新たな挑戦-season2（ANIMAX）EDテーマ     |                                                              |

## 単独ライブ・イベント
2018年 
- Hi!Superb MINI LIVE in 下北沢GARDEN（5月4日）
- VIVA! Hi!SupSUMMER! in 新宿ReNY（8月5日）
- Hi!SuBUSTERS! in 恵比寿ザ・ガーデンホール（10月28日）
- Hi!SuParty in 有楽町よみうりホール（12月24日）[25]

 2019年 
- Hi!SuVALENTINE Hi!SuPunch!!出張版 in サンリオピューロランド（2月9日・10日、サンリオピューロランド）[26]
- Hi!Superb 1st Anniversary Live -Brand New Hi!-（5月2日、Zepp Tokyo）
- Hi!Superb SUMMER LIVE2019 -Hi!Splash!!-（8月24日、Zepp Tokyo）
- Hi!Superb 2019→2020（12月29日、Veats Shibuya）

 2021年 
- Hi!Superb SUMMER LIVE2021-Hi!SuParade-（8月28日、新宿ReNY）[27]
- Hi!Superb Xmas Live2021 Hi!SuParty!! -HappyHoliday-（12月25日、duo MUSIC EXCHANGE）[28]

 2022年 
- Hi!Superb SUMMER LIVE2022 ICECREAM MAGIC（8月28日、新宿ReNY）
- Hi!Superb Xmas Event2022 -Lucky Holiday-（12月23日、全電通労働会館）

 2023年
- Hi!Superb 5th Anniversary Live -Hi!Voyage!!- （2023年8月11日、ニッショーホール）

 2024年
- Hi!Superb EVENT -Fanfare!!-（2024年3月17日、duo MUSIC EXCHANGE）

## 出演

### ライブ・イベント
2018年 
- LOVE&ART FAMILY MTG2018（東京ドームシティホール）
  - （3月17日） - フリーライブ（結成お披露目）
  - （3月18日） - LIVEパート出演
- Hi!Superb AGF2018（11月10日・11日、池袋サンシャインシティ） - ブース出展

 2019年 
- Hi!Superb CAFE＆SHOP（5月17日 - 6月23日、渋谷：CONCEPT CAFÉ / 6月24日 - 7月21日、名古屋：CoLaBoNoカフェ）
- Hi!Superb×SPINNSコラボイベント（7月13日、SPINNS金沢店 / 8月3日、SPINNS池袋店 / 8月4日、SPINNS大宮ARCHE店 / 8月31日、SPINNS名古屋店）
- BOYS-ZONE Fes.2019 in Osaka（2019年9月22日、Zepp Osaka Bayside）[29]

### テレビ番組
- アニソン！プレミアム！（2019年6月30日、NHK BSプレミアム）
- A応Pとフェスぴ～!!! #16（2019年7月17日、AT-X） - ゲスト出演（LEO・RYO・MAGURA）

### ウェブ番組
- Hi!SuPunch!!（2018年4月7日 - 、ニコニコ生放送・Twitter Periscope）
- Hi!HighCast!（2021年10月9日 - 、YouTube）

### ラジオ
- Hi!SuperbのHi!Cheese!（2019年4月6日 - 2021年9月25日、文化放送）※アニラジワイド『A&Gリクエストアワー 阿澄佳奈のキミまち!』内